# Run to the Hills
Run to the Hills är en låt och den sjunde singeln av det brittiska heavy metalbandet Iron Maiden, släppt den 12 februari 1982. Singeln var den första med Bruce Dickinson som sångare.
Singeln är den första egentliga hiten Iron Maiden hade, den nådde nummer sju på engelska singellistan. Det är även en av deras mest kända låtar tillsammans med The Trooper och Fear of the Dark. Låten kom senare med på albumet The Number of the Beast, släppt den 29 mars, 1982.
Före The Number of the Beast släpptes hade Iron Maiden problem med att välja vilken av Gangland och Total Eclipse som skulle finnas med på skivan. Man valde Gangland och gjorde Total Eclipse till en B-sida till Run to the Hills singeln. När albumet släpptes på nytt som CD 1998 var Total Eclipse med. 
1985 släpptes Run to the Hills som liveversion på singel. Den var tagen från albumet Live After Death. Som B-sida fanns låtarna Phantom of the Opera och Losfer Words (Big 'Orra), även de två live.
2002 släpptes singeln åter igen som två versioner, originalet från studioinspelningen och en liveversion. Detta gjordes för att hjälpa och stödja Clive Burr MS Trust Fund, Clive Burr som var Iron Maidens gamla trummis. Burr har under flera år lidit av sjukdomen multipel skleros. Bandet spelade även live tre gånger på Brixton Academy i London för att få in mer pengar till fonden. Burr dök då även upp på scenen i slutet av varje show. 
Låten finns med i spelen SSX On Tour och Rock Band, dock som cover. Originalversionen blev sedan nedladdningsbar. 
Låten blev även Hellsongs genombrottslåt.

## Låtlista singeln 1982
1. Run to the Hills (Harris)
2. Total Eclipse (Harris, Murray, Burr)

### Run to the Hills
Låten är skriven av Steve Harris. Den handlar om kriget i USA mellan "de vita" och indianerna. De två första verserna är ur indianernas synvinkel medan de två andra är ur soldaternas synvinkel. Musiken börjar med trumkompet och sedan kommer gitarrerna in. Bruce Dickinson sjunger första versen och sedan ökar tempot och hålls likadant till slutet.
Låten har blivit en klassiker och många som inte känner till Iron Maiden har hört talas om låten. Låten spelades och spelas oftast live i slutet mot konserten.

### Total Eclipse
Låten är skriven av Steve Harris, Dave Murray och Clive Burr. Den handlar om domedagen och hur världen förstörs på grund av ekologiska problem.

## Låtlista singeln 1985
1. Run to the Hills (live) (Harris)
2. Phantom Of The Opera (live) (Harris)
3. Losfer Words (Big 'Orra) (live) (Harris)

## Låtlista singel 2002 (Version 1)
Den här versionen har Run to the Hills som originalstudioversionen medan 22 Acacia Avenue"och The Trooper spelades in under Readingfestivalen den 28 augusti, 1982.
1. Run to the Hills (Harris)
2. 22 Acacia Avenue (live) (Harris, Smith)
3. The Trooper (live) (Smith, Harris)

## Låtlista singel 2002 (Version 2)
Den här versionen är en liveversion av Run to the Hills från Rock In Rio, 2001 De två andra är live från Hammersmith Odeon i London den 20 mars 1982.
1. Run to the Hills (live) (Harris)
2. Children Of The Damned (live) (Harris, Smith)
3. Total Eclipse (live) (Harris/Murray/Burr)

## Banduppsättning
- Bruce Dickinson - sång
- Steve Harris - elbas
- Dave Murray - gitarr
- Adrian Smith - gitarr
- Nicko McBrain - trummor
- Janick Gers - gitarr (Endast på singeln som släpptes 2002)

- Clive Burr - trummor (Endast på singeln som släpptes 1982)